# 안창국민학교 부소분교
안창국민학교 부소분교는 대한민국 전라남도 신안군 안좌면 존포리에 있었던 공립 초등학교이다.

## 연혁
- 1967년 11월 3일 안좌남국민학교 부소분교 설립 인가
- 1968년 4월 15일 안창국민학교 부소분교장 개편 개교
- 1968년 6월 1일 도서벽지학교 '을'급 지정
- 1986년 1월 1일 도서벽지학교 '나'급 조정
- 1994년 3월 1일  폐교 및 안창국민학교 통폐합